# Pabo Post Prydein
Pabo Post Prydein, ossia Pabo "il Pilastro della Britannia", (474 circa – 9 novembre 530), fu sovrano del regno anglosassone altomedievale dei Pennini (nell'odierna Inghilterra), che forse copriva l'intera area dei Monti Pennini.
Considerato santo dalla Chiesa cattolica che lo ricorda il 9 novembre.

## Biografia
Secondo le fonti più antiche, Pabo era figlio di Ceneu figlio di Coel Hen, mentre genealogie successive lo rendono figlio di 
re Arthuis dell'Ebrauc (area attorno all'odierna York), a sua volta discendente di Coel Hen
Avrebbe contrastato con successo gli invasori pitti.
In tarda età si convertì al Cristianesimo, abdicando poi in favore dei figli Dunaut Bwr e Sawyl Penuchel, che si spartirono il regno. A questo punto, Pabo si ritirò nel Gwynedd (in Galles), dove fondò la chiesa di Llanabo (nell'isola di Anglesey).